# Benbrook
Benbrook ist eine Stadt im Tarrant County im US-Bundesstaat Texas in den Vereinigten Staaten von Amerika. Das U.S. Census Bureau hat bei der Volkszählung 2020 eine Einwohnerzahl von 24.520 ermittelt.

## Geographie
Die Stadt liegt an der Zusammenführung der Interstate 20 mit dem U.S. Highway 377, nordöstlich des geographischen Zentrums von Texas, in der südwestlichen Ecke des Tarrant County, und hat eine Gesamtfläche von 31,2 km², wovon 1,6 km² Wasserfläche ist. Die Entfernung zu Dallas im Osten beträgt etwa 80 km und zu Fort Worth im Nordosten etwa 16 km.

## Geschichte
Die Stadt wurde 1857 hauptsächlich von Siedlern aus Tennessee gegründet und zuerst Miranda genannt. 1876 verlegte die Texas and Pacific Railway ihre Schienen in diese Gegend und die Stadt wurde umbenannt in Benbrook, nach dem aus Indiana stammenden James M. Benbrook, der eine wichtige Rolle bei der Anbindung der Stadt an den Schienenverkehr spielte. Das erste Postbüro eröffnete 1880 und 1905 hatte die örtliche Schule einen Lehrer und 64 Schüler. Mitte der 20er Jahre, als die erste Einwohnerstatistik gemeldet wurde, betrug die Einwohnerzahl nur noch 20. Erst in den späten 40er Jahren stieg die Bevölkerungszahl auf 617 Einwohner. Durch die Nähe zu dem schnell wachsenden Fort Worth stieg 1965 die Einwohnerzahl auf 3.300 Einwohner, 1976 auf 9.900 und 1990 betrug die Einwohnerzahl 19.564.

## Demographische Daten
Nach der Volkszählung im Jahr 2000 lebten hier 20.208 Menschen in 8.599 Haushalten und 5.778 Familien. Die Bevölkerungsdichte betrug 681 Einwohner pro km². Ethnisch betrachtet setzte sich die Bevölkerung zusammen aus 88,30 % weißer Bevölkerung, 4,42 % Afroamerikanern, 0,50 % amerikanischen Ureinwohnern, 2,14 % Asiaten, 0,04 % Bewohnern aus dem pazifischen Inselraum und 2,71 % aus anderen ethnischen Gruppen; etwa 1,87 % stammten von zwei oder mehr Rassen ab. 6,96 % der Bevölkerung waren spanischer oder lateinamerikanischer Abstammung.
Von den 8.599 Haushalten hatten 28,5 % Kinder unter 18 Jahre, die im Haushalt lebten. 56,0 % davon waren verheiratete, zusammenlebende Paare. 8,7 % waren allein erziehende Mütter und 32,8 % waren keine Familien. 28,1 % aller Haushalte waren Singlehaushalte und in 7,8 % lebten Menschen, die 65 Jahre oder älter waren. Die Durchschnittshaushaltsgröße betrug 2,33 und die durchschnittliche Größe einer Familie 2,86 Personen.
22,3 % der Bevölkerung waren unter 18 Jahre alt, 7,6 % von 18 bis 24, 29,8 % von 25 bis 44, 25,7 % von 45 bis 64, und 14,7 % waren 65 Jahre oder älter. Das Durchschnittsalter war 39 Jahre. Auf 100 weibliche Personen aller Altersgruppen kamen 90,1 männliche Personen. Auf 100 Frauen im Alter von 18 Jahren und darüber kamen 87,9 Männer.
Das jährliche Durchschnittseinkommen eines Haushalts betrug 50.978 US-$, das Durchschnittseinkommen einer Familie 63.529 $. Männer hatten ein Durchschnittseinkommen von 42.270 $ gegenüber den Frauen mit 30.030 $. Das Prokopfeinkommen betrug 26.781 $. 4,4 % der Bevölkerung und 2,5 % der Familien lebten unterhalb der Armutsgrenze. Davon waren 4,3 % Kinder und Jugendliche unter 18 Jahren und 2,9 % waren 65 oder älter.

## Kriminalität
Die Kriminalitätsrate hat einen Index von 191,9 Punkte. (Vergl. US-Landesdurchschnitt: 327,2 Punkte)

2004 gab es 2 Morde, 7 Vergewaltigungen, 11 Raubüberfälle, 15 tätliche Angriffe auf Personen, 140 Einbrüche, 377 Diebstähle und 35 Autodiebstähle.